# 花棋
花棋，又稱花坪棋，安多藏語為查來麻，是流传于安多地區的兩人傳統棋類，綜合方棋、夾棋、跳棋的特色。

## 棋具
- 10*10縱橫線組成，共一百個棋點。

- 每方四十九枚，以兩色區分敵我。

## 規則
- 对弈过程分兩階段。
  - 放子：对弈双方依次将己子放入空棋點，將手上的棋子放完才開始走子，但在中心格需留兩棋位。每方第一著需下在中心格的棋點。
  - 走子：開始移動己棋，沿縱橫線，步數不限，中途不得有子抵擋。若某玩家棋子剩下十枚以下，該方就可自由移動至任何空點。

- 四種吃法：
  - 跳吃：沿縱橫線跳過一枚鄰點的敵棋落到同方向的緊連空點，可連跳，可改變方向。移動結束後，再將所有跳過的敵棋移出棋盤。
  - 夾吃：造成兩枚己棋在一條縱橫線上夾住一枚敵棋，吃掉該敵子。
  - 成型吃：在走子階段，只要己方棋子每排成以下兩種排列之一，就吃掉对方一定數量的棋子。
    - 槍：十枚棋子以縱、橫方向連成直線，任意吃掉敵方十子。
    - 方：四枚棋子組成一個緊鄰相連的小正方形，吃掉敵方一子。若同時形成多個，則吃子數累加。

- 使對方只剩下三枚以下則獲勝。